# Jaap Booij
Jaap Booij is een Nederlandse schrijver en zanger van gospelliederen. Hij is vooral bekend als oprichter en frontman
van de gospelgroep Hodos die in de tweede helft van de jaren zeventig en de eerste helft van de jaren tachtig grote bekendheid genoot in evangelische kring. Booijs Nederlandstalige luisterliedjes bepaalden het karakter van de groep. Na de opheffing van Hodos was hij nog enkele jaren actief als solo-artiest totdat hij in 1988 voorlopig stopte met optreden.
Hij bleef echter nog steeds muziek en teksten schrijven. In 2005 bracht hij samen met Arwen Levering onder de naam Om & Om de CD Parel uit, ter ondersteuning van het werk van Wycliffe Bijbelvertalers.

## Discografie

### Jaap Booij
- Nooit meer terug (1977)
- De Timmerman (1984)

### Om & Om (Jaap Booij & Arwen Levering)
- Parel (2005)
- Parel (2008 heruitgave)
- De woorden van zijn mond (2009)